# بروس جنسن
بروس جنسن (بالإنجليزية: Bruce Jensen)‏ هو رسام توضيحي أمريكي، ولد في 1962.

## وصلات خارجية
- بروس جنسن على موقع IMDb (الإنجليزية)